# محطة هوسافيك للطاقة
محطة هوسافيك للطاقة هي محطة الطاقة الحرارية الجوفية المُنشأة في مدينة هوسافيك في أيسلندا عام 1999 وبدأ العمل بها عام 2000، وتُنتج طاقة بمقدار 2 ميجاواط.
وتم إنشاء المحطة بواسطة شركة مانفيت الهندسية بالتعوان مع شركة إيكسروكا الدولية.
وتستخدم محطة هوسافيك للطاقة في عملها دورة كالينا منذ سنة 2000، ومصدر الحرارة بالنسبة للمحطة درجة حرارته 120 سيلزيوس وهو مصدر حرارة جوفية تنبع من آبار تقع جنوب المحطة بمقدار 20 كيلو متر.